# Saint-Jorioz
Saint-Jorioz is een gemeente in het Franse departement Haute-Savoie (regio Auvergne-Rhône-Alpes) en telt 5638 inwoners (2005). De plaats maakt deel uit van het arrondissement Annecy.

## Geografie
De gemeente ligt aan het Meer van Annecy. Doordat de gemeente het enige strand aan het meer herbergt, is het een populaire badplaats en vakantiebestemming. De oppervlakte van Saint-Jorioz bedraagt 21,1 km², de bevolkingsdichtheid is 267,2 inwoners per km².
De onderstaande kaart toont de ligging van Saint-Jorioz met de belangrijkste infrastructuur en aangrenzende gemeenten.

## Demografie
Onderstaande figuur toont het verloop van het inwonertal (bron: INSEE-tellingen).